# Gustav Adolf Salander
Gustav Adolf Salander (* 29. März 1900 in Bremen; † 29. Juli 1996 in Bremen) war ein deutscher Jurist und Bankdirektor.

## Biografie
Salander war der Sohn eines Kaufmanns. Er absolvierte das Alte Gymnasium in Bremen und studierte ab 1918 Rechtswissenschaften an der Universität Tübingen, der Universität Freiburg im Breisgau und der Universität Leipzig. Während der Studienzeit musste er als Soldat im Ersten Weltkrieg dienen und er kämpfte in einem Studentenbataillon noch 1919/20 gegen Revolutionäre in Stuttgart und Augsburg. Seit 1918 war er Mitglied der Studentenverbindung AV Nicaria Tübingen im SB. In Leipzig promovierte er 1922 zum Dr. jur. und in Bremen machte er sein Referendariat. 
Danach war Salander als Regierungsrat bei der Hafenverwaltung in Bremen tätig und zeitweise als Justitiar bei der Reichswasserstraßenverwaltung. 1932 wurde er Direktor der Landeshauptkasse sowie Staatskommissar der Sparkassen Vegesack und Bremerhaven. Zugleich war er Vorstandsmitglied der Bremer Hansa-Bank AG. Als diese Geldinstitute im Juli 1933 zur Bremer Landesbank als Staatsbank fusionierten wurde er Vorstandsmitglied. Landeshauptkasse und Landesbank residierten im Haus des Reichs. Die Landesbank zog 1937 in ehemalige Gebäude der Danatbank am Platz Unser-Lieben-Frauen-Kirchhof. 1938 schlossen sich die Bremer Landesbank und die Staatliche Kreditanstalt Oldenburg von 1883 zusammen (Seit 1983 Bremer Landesbank Kreditanstalt Oldenburg – Girozentrale). Salander – noch immer Regierungsrat – verlor seine Position bei der Landeshauptkasse und verblieb bei der Bank. Im Zweiten Weltkrieg diente er als Soldat von 1939 bis 1940. 1941 wurde er als Oberregierungsrat aus dem Staatsdienst entlassen, um zum Direktor der Landesbank ernannt zu werden. 
Nach dem Krieg konnte er aus politischen Gründen nicht weiter die Funktion des Direktors der Bremer Landesbank einnehmen. Er wurde 1947 Rechtsanwalt und führte eine bedeutende Anwaltspraxis im Bereich des Grundstücks- und Wohnungsmarktes. Die Praxis wirkte mit bei der Gründung der GEWOBA und führte einige bekannt gewordene Prozesse (Baulandskandal, Lutzeprozess). Er wohnte zuletzt in der Seniorenanlage Riekestraße in Horn.

## Werke
- Bremen im Wandel von sechs Jahrzehnten. Hauschild, Bremen 1977, ISBN 3920699157.
- Schicksal oder Zufall? Bremen im Wandel von hundert Jahren. Hauschild, Bremen 1987